# Mario Golf: World Tour
Mario Golf: World Tour (マリオゴルフ ワールドツアー) est un jeu vidéo de golf de la franchise Mario Golf développé par Camelot Software Planning et édité par Nintendo, sorti en Europe le 2 mai 2014 sur Nintendo 3DS. Le jeu a été dévoilé lors d'un Nintendo Direct le 14 février 2013.

## Système de jeu

### Généralités
Mario Golf: World Tour est un jeu de golf où le joueur peut incarner l'un des personnages de la série Mario, ou bien utiliser son propre Mii. L'objectif du joueur est donc de faire rentrer la balle dans un certain trou en moins de coups possibles. Les parcours différent au niveau de l'aménagement : certains d'entre eux sont « classiques », d'autres sont inspirés de l'univers de Mario.

### Contrôles
Avant de frapper sa balle, le joueur choisit un club qui lui paraît approprié à l'état du terrain. Puis en vérifiant la trajectoire théorique la balle, il définit la direction de son coup. Le joueur doit aussi prendre en compte la direction du vent, qui peut faire varier la trajectoire de la balle.
Au cours de la frappe, les commandes diffèrent en fonction du mode de swing que le joueur utilise (Auto ou Manuel). Lorsqu'il utilise le swing automatique, il lui suffit d'ajuster la puissance du coup en appuyant sur un bouton lorsque le curseur, parti du centre de la balle, est proche de la circonférence de la balle. Plus l'indicateur est près de la circonférence de la balle, plus son coup sera puissant et le drive sera long. Avec le swing manuel, une fois la puissance du coup ajusté, il doit définir l'impact du swing en appuyant sur le bouton lorsque l'indicateur se trouve au marqueur de Timing Parfait, ce qui lui procurera plus de précision. Tout de suite après avoir défini le moment de l'impact, le joueur pourra donner de l'effet à son coup (topspin ou backspin) en touchant l'une des icônes d'effet ou en utilisant les boutons avant que le club de golf ne frappe la balle.

## Personnages
Il y a un total de 21 personnages jouables. 17 sont disponibles dans le jeu de base, et 4 autres sont disponibles en DLC.
- Mario
- Luigi
- Peach
- Daisy
- Bowser
- Yoshi
- Toad
- Wario
- Waluigi
- Donkey Kong
- Bowser Jr.
- Diddy Kong
- Boo
- Birdo
- Paratroopa
- Kamek
- Harmonie (DLC)
- Toadette (DLC)
- Carottin (DLC)
- Mario d'or (DLC)